# Zdravotní rizika kouření tabáku

Graf znázorňující, jak celkový nárůst prodeje tabákových výrobků v USA v prvních čtyřiceti letech 20. století (počet cigaret na osobu a rok) vedl k odpovídajícímu rychlému nárůstu počtu karcinomu plic během 30., 40. a 50. let 20. století (počet úmrtí v důsledku karcinomu plic na 100 000 mužů a rok)

Evropa se s tabákem začala seznamovat až po objevení Ameriky, samozřejmě díky Kryštofu Kolumbovi. Původně byl tabák součástí náboženských obřadů a rituálů, přičemž jeho historie sahá až do doby 6 000 let př. n. l. Kryštof Kolumbus pozoroval původní obyvatele, jak tabák kouří zabalený do tabákového listu nebo pomocí trubiček zvaných „tobago“. Během následujících let námořníci a diplomaté rozšířili dýmky a doutníky po celé Evropě. Paradoxem je, že kouření se zprvu využívalo k léčebným účelům – například při bolení zubů či migréně. Proto využíval rostlinu i Jean Nicot, francouzský vyslanec v Portugalsku, který se stal tak nadšeným propagátorem tabáku, že dal jméno nikotinu, návykové látce v něm obsažené. Postupně ovšem prošlo kouření tabáku nejrůznějšími zákazy. Například v Rusku byly za kouření takové tresty jako useknutí nosu nebo rozseknutí horního rtu tak, aby už postižený nemohl nikdy kouřit.
Zlom v rozvoji epidemie kouření pak nastal na konci 19. století, kdy byly do ulic zavedeny automaty na cigarety. Tabák se tak stal přístupnějším. K rozšíření tabáku vedl i volný příděl cigaret vojákům v obou světových válkách. Spolu s masovým rozšířením kuřáckých návyků se začaly objevovat i negativní důsledky. Tím se kouření dostalo do popředí zájmu lékařů a v roce 1950 je publikován první odborný článek dávající tento zlozvyk do souvislosti s karcinomem plic. Později se tak začalo objevovat varování na krabičkách cigaret. Zvýšená rizika se projevují až 15 let po ukončení kouření. Jedna vykouřená cigareta může v průměru zkrátit život o přibližně 20 minut.

## Rizika kouření
V tabákovém kouři bylo odhaleno přes šedesát látek s karcinogenními účinky. Tyto látky jsou obsaženy přímo v tabáku nebo vznikají během hoření. Vyskytují se převážně jako malé částečky a jsou to látky jak organického, tak anorganického původu. Samotný tabákový kouř je zařazen do seznamu karcinogenů třídy I A, tedy nejvyšší nebezpečnosti.

### Radioaktivní karcinogeny
Kromě chemických, neradioaktivních karcinogenů, obsahuje tabák a tabákový kouř malé množství izotopu olova-210 (210Pb) a izotopu polonia-210 (210Po), u obou se jedná o radioaktivní karcinogeny. Přítomnost polonia-210 v hlavním proudu cigaretového kouře byla experimentálně změřena na úrovni 0.0263-0.036 pCi (0,97 až 1,33 mBq), což odpovídá asi 0,1 mg na pCi kouře (4 mBq / mg), nebo o 0,81 pCi olova 210 za gram suchého kondenzovaného kouře (30 Bq / kg).
Chemik NCAR Martell Ed výzkumem zjistil, že radioaktivní látky z cigaretového kouře jsou uloženy v „exponovaném místě“ větvení průdušky. Vzhledem k tomu, že dehet z cigaretového kouře je odolný proti rozpouštění v plicních tekutinách, mají radioaktivní sloučeniny spoustu času projít radioaktivním rozpadem než jsou vyloučeny přirozenými procesy. V interiérech tyto radioaktivní látky přetrvávají během pasivního kouření. A proto dochází k větší expozici, když jsou tyto radioaktivní látky absorbovány při běžném dýchání, které je hlubší a delší, než když se inhaluje z cigaret. Poškození ochranné epitelové tkáně v důsledku kouření tím jen zvyšuje dlouhodobé udržení nerozpustných sloučenin polonia 210, vznikajícím při spalováním tabáku. Martell odhaduje, že karcinogenní radiační dávka 80–100 rad je dodávána do plicní tkáně většiny kuřáků, kteří zemřou na rakovinu plic.
Vykouření v průměru 1,5 balení cigaret denně dává radiační dávku 60–160 mSv za rok, ve srovnání s osobami žijící v blízkosti jaderné elektrárny (0,0001 mSv / rok) , nebo 3,0 mSv / rok, průměrná dávka pro Američany. Některé z minerálních apatitů na Floridě, používané k výrobě fosfátů pro tabákové kultury v USA, obsahují uran, radium, olovo 210 a polonium 210 a radon. Radioaktivní kouř z tabáku napuštěný tímto způsobem je uložen v plicích a uvolňuje záření, i když kuřák přestane kouřit. Kombinace dehtu a karcinogenního záření v tak citlivých orgánech jako jsou plíce, zvyšuje riziko vzniku rakoviny. Pokud kuřák vdechuje také azbestová vlákna, běžně se vyskytující v městském a průmyslovém prostředí, riziko vzniku rakoviny se výrazně zvyšuje.
Střízlivé odhady ukazují, že úroveň radiace obsažená v 1,5 balení vykouřených cigaret denně se rovná ekvivalentu 300 RTG plic za rok. Úřad radiační, chemické a biologické bezpečnosti v Michiganské státní univerzitě ve svém newsletteru uvedl, že úroveň radiace je ekvivalentem více než 800 RTG plic za rok. Autor studie v rozhovoru uvedl, že typický, na nikotinu závislý uživatel je vystaven v přepočtu téměř 22 000 RTG plic za rok. Jinde dále vedoucí americký chirurg C. Everett Koop řekl, že toto záření by mohlo být zodpovědné až za 90 % tabákem vyvolané rakoviny. Výzkumníci indikovali rakovinu při testech u zvířat, která inhalovala polonium-210, ale kterým nebyla vyvolána rakovina jinými neradioaktivními chemickými karcinogeny nacházejících se v tabáku.

Molekula nikotinu

## Aktivní kouření
Aktivní kouření má neblahý vliv na zdraví kuřáka. Významně se podílí na vzniku mnoha nemocí, nebo je dokonce přímo zapříčiňuje. Ovlivňuje také ještě nenarozený plod, ohrožuje děti i dospělé.

### Rakovina
Mezi zhoubné nádory postihující kuřáky patří nejen ty plicní, ale i nádory v ústní dutině, nádory slinivky břišní, děložního čípku, ledvin a močového měchýře, střev a konečníku.

### Srdečně-cévní systém
Kouření výrazně urychluje rozvoj aterosklerózy (kornatění tepen). Důsledkem jsou cévní mozkové příhody a srdeční infarkty.

### Kůže
Kouření má vliv na drobné tepénky kůže, čímž podstatně urychluje zevní projevy jejího stárnutí. Důsledkem kouření se zhoršuje pružnost pleti, zmenšuje se přirozená schopnost optimální hydratace, tvoří se více vrásek, pleť povadne a je našedlá.

### Ostatní nemoci
Mezi další nemoci a poruchy, které kuřáci obvykle mívají, lze zařadit:
- vředovou chorobu žaludku a dvanáctníku,
- dřívější rozvoj šedého zákalu a stařecké hluchoty,
- poruchu potence a plodnosti u mužů,
- menstruační obtíže či neplodnost u žen,
- zhoršené hojení ran.[14]

### Těhotenství a děti
Kouření má velmi negativní vliv na vyvíjející se plod v děloze. Kouří-li matka v době těhotenství, zvyšuje se tím pravděpodobnost potratu, nižší porodní hmotnosti dítěte, narození dítěte s vrozenými vývojovými vadami. Přesto je překvapivé, že v těhotenství přestává kouřit pouze asi 20 % žen.[zdroj?] Dítě pak má také větší pravděpodobnost, že se pak stane závislé.
Podle Charty dětských práv má každé dítě právo na čistý vzduch. Tabákový kouř je mimo jiné také jednou z příčin syndromu náhlého úmrtí kojenců (SIDS – z angl. sudden infant death syndrome). Pobyt v zakouřeném prostředí: zvyšuje u dětí riziko zápalu plic a zánětů středního ucha, je příčinou asi desetiny dětských leukemií, zvyšuje u dětí riziko vzplanutí astmatu a astmatického záchvatu, vede ke snížení plicních funkcí dítěte. Kouření rodičů má podíl na zdědění poruch pozornosti jejich dětmi, jejich hyperaktivitě či ADHD. Naopak zvyšování cen cigaret vede ke snižování dětské úmrtnosti.

## Pasivní kouření
Pasivní kouření (tj. druhotné kouření) je nedobrovolné kouření spojené s pobytem v uzavřeném, ale i otevřeném prostoru s kuřákem. Kouř vdechovaný při pasivním kouření pochází jednak z doutnajícího konce cigarety mezi dvěma potáhnutími a jednak je vydechován kuřákem. Na pasivní kouření zemře v ČR ročně přes 3 000 lidí.
Inhalace tabákového kouře vede zejména:
- k psychosomatickým poruchám,
- ke zhoršení chronických onemocnění,
- k urychlení civilizačních chorob, jako jsou nádory a srdečně-cévní onemocnění,
- k opoždění vývoje dítěte.

Existuje i riziko z tzv. terciárního kouření (anglicky thirdhand smoke), kdy jsou zdrojem zdravotních rizik usazené zplodiny z cigaretového kouře.

## Vznik závislosti na nikotinu
Závislost na nikotinu vzniká velmi rychle, mechanismus lze vyložit jako dynamický stereotyp na základě podmíněných reflexů z vnitřních a vnějších receptorů. Složka psychosociální zpočátku převažuje nad složkou toxikomanickou (fyzická závislost), která začne převládat až po určité době. Závislost psychosociální se projevuje potřebou mít v ruce cigaretu, hrát si s ní, manipulovat s ní. Jedná se tedy o závislost na cigaretě jako na předmětu bez ohledu na účinky látky.
S odstupem přibližně dvou let se přidává závislost fyzická, která se projeví až u 80 % pravidelných kuřáků. Kouřením se totiž zvyšuje počet tzv. nikotinových receptorů. Ty pak reagují na nedostatek nikotinu a způsobují abstinenční příznaky v situaci, kdy se kuřák se svojí neřestí rozhodne skoncovat. Nejhorší bývají zpravidla první tři týdny, v průměru však tyto příznaky trvají tři týdny až tři měsíce. Důležité je však zdůraznit, že dříve či později abstinenční příznaky ustanou.

### Příznaky závislosti
Obecně lze říci, že člověk je závislý tehdy, vyskytnou-li se minimálně tři z následujících sedmi příznaků během období 12 měsíců:
- růst tolerance (zvyšování počtu vykouřených cigaret)
- výskyt abstinenčních příznaků po vysazení
- potíže s kontrolou dávek
- dlouhodobá neúspěšná snaha o kontrolu užívání
- trávení velkého množství času obstaráváním a užíváním látky, resp. zotavováním se z jejích účinků
- zanedbávání aktivit rodinných, pracovních a sociálních
- užívání látky i přes povědomí o její škodlivosti

### Následky závislosti
Polovina kuřáků zemře na následky kouření, a to v průměru o 15 let dřív, než kdyby nekouřili. Nejčastěji umírají na kardiovaskulární nemoci – infarkt, mozková mrtvice nebo uzavírání tepen na nohou, nádory a na chronické plicní nemoci. K poškození stačí jedna cigareta denně nebo i pasivní kouření.

### Účinky kouření na populaci obyvatel Země v 21. století
Každý rok na celém světě zničí kouření cigaret život více lidem než HIV, tuberkulóza a malárie dohromady. Přestože je počet úmrtí z kouření srovnatelný jako z pandemie covidu-19, nepodnikají se kroky k uzavření tabákového průmyslu. Během 21. století prý dojde v jeho důsledku ke snížení počtu obyvatel na Zemi o jednu miliardu.

## Abstinenční příznaky
Abstinenční syndrom je tvořen kombinací příznaků, které se objevují při úplném nebo částečném vysazení látky, která byla dlouhodobě užívána. Pramení z narušení vnitřního prostředí organizmu, které je již na dané látce závislé. Podílí se na něm vysazení pravidelných dávek drogy, předchozí předávkování a vyčerpání rezerv organismu.
Nedostatek drogy je prožíván jako velmi nepříjemný stav. Intenzita, s jakou se abstinenční syndrom objevuje, je velmi individuální. V případě kuřáka mohou za nelibé pocity při vysazení cigaret „hladové nikotinové receptory“ v jeho mozku. Ty si v průběhu kouření zvykly na stálý přísun drogy – nikotinu –, a když jim jej odepřeme, bouří se a způsobují abstinenční příznaky.
Nejtypičtější příznaky abstinenčního syndromu:
- nezvladatelná chuť na cigaretu („craving“)
- špatná nálada, deprese
- úzkost
- nespavost
- neschopnost soustředění
- neschopnost odpočívat
- zvýšená chuť k jídlu
- podrážděnost, zlost, frustrace
- bolesti hlavy
- závratě
- pokles krevního tlaku a tepové frekvence
- pokles schopnosti zvládat stresové a jiné zátěžové situace

Abstinenční příznaky při vysazení nikotinu se objevují řádově po několika hodinách a nejhůře bývají pociťovány v průběhu prvních 3 týdnů. Celková doba jejich trvání se pohybuje v rozmezí 3 týdny až 3 měsíce.

## Rizika spojená s kouřením elektronické cigarety
Stejně jako klasické kouření může i to s elektronickými cigaretami vážně poškodit zdraví. Ještě do nedávna si mnozí mysleli, že je tento nový trend naprosto neškodný. Po několika výzkumech ale vyšlo najevo, že i tato nová neřest může být poněkud nezdravá. Stejně jako u přístroje na zahřívání tabáku.
Například bylo prokázáno, že i když při kouření elektronických cigaret nevznikají škodliviny spojené se spalováním tabáku, mají jejich uživatelé mnohem větší tendenci k tzv. šlukování, a tudíž se jim do plic dostává více nikotinu. Díky tomu si kuřáci navyknou na vyšší dávku nikotinu v krvi, a když se pak zpátky vrátí ke klasickým cigaretám, kouří v některých případech mnohokrát více a častěji než tomu bylo předtím.
Škodlivost pasivního kouření u elektronických cigaret je zatím předmětem výzkumu. Vydechovaný aerosol (často nepřesně označovaným jako vodní pára) obsahuje velmi jemné částice, které se mohou usazovat hluboko v plicích. Také je vydechován nikotin, propylenglykol a další látky.